# イエメン・ユダヤ人

イエメン・ユダヤ人はイエメンに住む、或いは比較的最近までイエメンに住んでいたユダヤ人またはその子孫をさす言葉。1949年6月から1950年9月にイスラエルによって秘密裏に実施された魔法の絨毯作戦で、事実上、ほとんどのイエメンのユダヤ人(ユダヤ教徒)は国を離れ、現在はイスラエル(少数はアメリカ合衆国)に住んでいる。
イエメン・ユダヤ人は独特のユダヤ教の教えを伝統的に保持しており、アシュケナジムやセファルディムからは明確に区別される。イエメン・ユダヤ人がミズラヒムに含まれるかどうかは議論の余地のあるところで、多くの他のミズラヒムの集団が大なり小なりセファルディムのユダヤ教に同化しているからである。

## 歴史
ソロモンの時代にアラビア半島の先端に移住したユダヤ人がいたとされる。ソロモンはエルサレム神殿建立のために内装に使う金銀を探しにイエメンにユダヤ人の商船を派遣したとも伝えられる。 或いは、シバの女王の求めに応じてユダヤ人の職人がイエメンに赴いた、ともいう。ベタ・イスラエルも同じような伝説を持ち、シバの女王とソロモンの結婚というストーリーに自らの起源を求めている。当時、シバ王国はエチオピアとイエメンにまたがる王国であった。イエメン・ユダヤ人は第一神殿の失われる42年前に彼らの祖先がイエメンに移住した、という伝説を持っている。エレミヤのもとで75,000人のユダヤ人がイエメンに向った、という。  イエメン南部・シャブワ県のイエメン・ユダヤ人は、彼らが第二神殿が失われる前に移住したユダヤ人の子孫である、と伝承している。彼らはヘロデ大王が派遣した軍の兵士だったのかも知れないと推定される。　エズラがユダヤ人にエルサレムに帰還するよう命じたときに、それに従わなかった者たちだった、という伝承もある。怒ったエズラは彼らを罰した。あまりの性急な報復のために、エズラは嫌われイスラエルの地に彼の墓を作ることは許されなかった、とも言う。イエメン・ユダヤ人の間ではエズラという名前だけは子供につける親は全くいない、という。エズラはイエメンのユダヤ人が常に飢え苦しむように呪った、と彼らの伝承にはある。
ユダヤ人のイエメンへの大規模な移住は2世紀に始まったと考えられている。

## 宗教的伝統
現在ユダヤ教の礼拝で聖書をシナゴグでヘブライ語で読む時に、段落または文章ごとにアラム語のタルグムで解釈するのは、イエメン・ユダヤ人とクルディスタン・ユダヤ人（Kurdish Jews）だけである。

## 参照
- カルメル市場（イスラエルの大都市・テルアビブにあるイエメン・ユダヤ人居住地区）